# ミシェル・プラティニ
ミシェル・プラティニ（Michel Platini, 1955年6月21日 - ）は、フランス出身の元サッカー選手、元サッカー指導者。欧州サッカー連盟 (UEFA) 前会長、元国際サッカー連盟 (FIFA) 副会長、フランスサッカー連盟 (FFF) 副会長。
サッカーフランス代表のエースとして1984年のUEFA欧州選手権において同国に初の国際タイトルをもたらした1980年代を代表するサッカー選手の一人 であり、1950年代のレイモン・コパや1990年代のジネディーヌ・ジダンと共にフランス史上最高のサッカー選手と称されている。優れたリーダーシップで攻撃陣を率いたことから日本では「将軍」と呼ばれていた。愛称「Le Roi」は直訳すれば「王」だが、日本では「将軍」と意訳されることが慣例化している。

## 生い立ち
1955年6月21日、ドイツの国境に近いロレーヌ地方ムルト・エ・モゼル県のジュフという貧しい製鋼の町にイタリア系移民の家庭の子として生まれた。元々のプラティニ家はイタリアのピエモンテ州とロンバルディア州の州境となっているノヴァーラ山の中腹にある町、アグラーテ・コントゥルビアの出身だったが、祖父のフランチェスコ（左官工）が職を求めてロレーヌに移民した。プラティニ家は名字からイタリア的アクセント（プラティーニ）は取り払われ最後の「i」にアクセントが付けられるプラティニに変わっていった。
数学教師であり、ASジェフという地元のクラブのサッカー選手でもあった父のアルド・プラティニの影響でサッカーを始めると、父の教えもあって早くからサッカー選手としての才能を示し始めた。1969年に行われたクープ・ガンバルデッラ(Coupe Gambardella)というユース大会での活躍がリーグアンのFCメスのスカウトの目を引き練習に参加することになった。契約寸前まで話が進んだが、心肺能力テストの結果は担当医師の要求を満たすことができるものではなく、呼吸器系と心臓に問題があるとして不合格となった。1972年6月22日に17歳でASナンシーと練習生契約を結ぶことになった。

## クラブ経歴

### ASナンシー

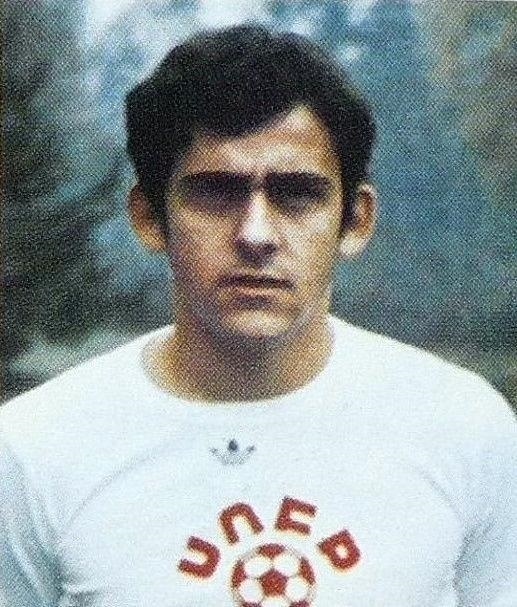
ASナンシー時代（1975年）

1973年5月3日の1972-73シーズンのディヴィジョン・アン、ニーム・オリンピック戦でトップチームデビューを果たし（試合は3-1でナンシーの勝利）、5月12日のオリンピック・リヨン戦で初得点を記録した。同シーズンには6位という成績を残したASナンシーだが、クラブは1部と2部の間を行き来する弱小チームであり、翌1973-74シーズンにはリーグ戦17位となり2部リーグへ降格した。この時期にプラティニは代名詞となるFKを極め、1974-75シーズンに自身17得点をあげる活躍をみせ、1部昇格に貢献。1年で2部から昇格して迎えた1975-76シーズンには、自身が20得点を挙げてクラブを7位にまで押し上げた。1977-78シーズンにはクープ・ドゥ・フランスで決勝に進出。OGCニースとの決勝戦では唯一となる得点を決め優勝に導き、ヴァレリー・ジスカール・デスタン大統領（当時）から優勝カップを受領した。

### ASサンテティエンヌ
1979年にASサンテティエンヌに移籍。サンテティエンヌは1970年代から1980年代初頭のフランス国内において顕著な強さを誇り、国際舞台においても1974-75シーズンのUEFAチャンピオンズカップでベスト4進出、翌1975-76シーズンには準優勝の結果を残すなど活躍を続けていた。プラティニは移籍2年目の1980-81シーズンに自身初となるリーグ優勝を果たしたが、リーグタイトルはこの一つのみに終わった。国際試合においては1979-80シーズンのUEFAカップで準々決勝進出を果たしたものの、ドイツのボルシア・メンヒェングラートバッハに敗退。1981-82シーズンのUEFAチャンピオンズカップでは予備予選で東ドイツのディナモ・ベルリンに敗退するなど多くの結果を残すことは出来なかった。サンテティエンヌとの契約満了を前にイタリアのインテル・ミラノやイングランドのアーセナルFCと交渉を進めていたが、最終的にイタリアのユヴェントスに移籍することになった。イングランドではなくイタリアを選んだ理由として、「クリスマスに試合がないし太陽も楽しめるから」と、日程の余裕と気候の良さを挙げている。 なお、この移籍はフランス人選手としてはレイモン・コパが1956年にスペインのレアル・マドリードと契約したとき以来となる大型移籍だった。

### ユヴェントス

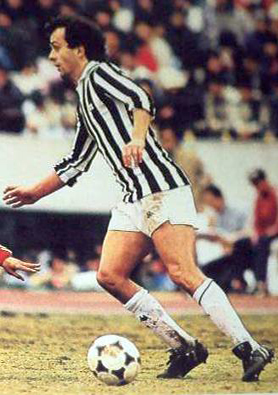
ユヴェントス時代（1985年）

1982年にイタリアのユヴェントスに移籍。ユヴェントスは、ワールドカップ・スペイン大会で優勝したイタリア代表のガエターノ・シレア、アントニオ・カブリーニ、マルコ・タルデッリ、同大会得点王のパオロ・ロッシらを擁する強豪であり、同大会で3位入賞したポーランド代表のズビグニェフ・ボニエクもプラティニと同じシーズンに加わるなど実力者揃いのクラブだったが、その中で早くも中心選手となっていった。
1982-83シーズン早々にヘルニアを患い出遅れたが、UEFAチャンピオンズカップ 1982-83決勝では西ドイツのハンブルガーSVに敗れ準優勝。国内リーグではASローマに次いで2位となり優勝は逃したが、自身は16得点をあげ得点王となった。翌1983-84シーズンには20得点を上げ2年連続で得点王となると共にユヴェントスの21回目のスクデット獲得と、UEFAカップウィナーズカップ優勝に貢献。1984-85シーズンのリーグ戦では5位となり優勝を逃したが、自身は18得点を上げて3年連続得点王を受賞した。UEFAチャンピオンズカップ 1984-85では決勝に進出しイングランドのリヴァプールFCとの対戦となった。

#### ヘイゼルの悲劇
1985年5月29日にベルギー・ブリュッセルのヘイゼル・スタジアムで行われた決勝戦は、直前にスタジアム内でサポーター同士による暴動が発生し、死者39名重軽傷者600名を出す惨事となった。試合は予定を過ぎた1時間後に執り行われ、56分にボニエクが倒されて獲得したPKを自ら決め、クラブに初のチャンピオンズカップ優勝をもたらしたが、プラティニ自身は「人生最悪の試合」「この試合の後、罪悪感に悩まされるようになり人生は変わってしまった」と発言している。

#### トヨタカップ
同年12月8日、日本の国立霞ヶ丘競技場で行われたトヨタカップにヨーロッパ代表として出場しアルゼンチンのアルヘンティノス・ジュニアーズと対戦。試合はアルヘンティノスが先行する展開だったが、63分に獲得したPKを自ら決め1-1の同点とし、再びリードを許した後の82分には相手守備陣の裏をかくループパスをミカエル・ラウドルップに供給し2-2の同点に追いついた。延長戦でも決着はつかずPK戦までもつれこんだが、ユヴェントスの5番目のキッカーとして登場したプラティニが確実にシュートを決め4-2で勝利。ユヴェントスをヨーロッパ勢としては初のトヨタカップ優勝に導くと共に、この大会のMVPに選ばれた。
またプラティニはこの試合で「トヨタカップ史上で最も美しいシュート」と評される見せ場を作った。68分のコーナーキックのチャンスにおいて、胸トラップから右足アウトサイドのキックフェイントでボールを浮かせ3人のDFのマークを外し、そのまま反転して左足でボレーシュートを放ちゴールネットに突き刺した。プラティニは最高のパフォーマンスを見せたとの確信からガッツポーズを見せチームメイトも彼に駆け寄り祝福したが、線審はオフサイドフラッグを掲げていたためオフサイドと判定され、幻のゴールとなった。オフサイドと判定された直後に芝生の上で寝そべり、頬杖をついて判定に抗議する姿は強い印象を残した。後にプラティニは、フランスの日刊紙リベラシオンに掲載された作家のマルグリット・デュラスとの対談において当時を振り返り、
と述べている。
その後、UEFAチャンピオンズカップ 1985-86では準々決勝でベルント・シュスターを擁するFCバルセロナに敗退。1985-86シーズンのリーグ戦では4年連続得点王のタイトルは逃したものの、ASローマやSSCナポリを退け22回目のスクデット獲得に導いた。またフランス代表での活躍（後述）もあり1983年から3年連続でバロンドール（欧州年間最優秀選手）に選ばれるなど絶頂期にあった。一方で1985年末のクリスマス頃に痛めた左足踵の炎症の状態が回復せず、痛みを庇いながらプレーを続けていたためにフォームが崩れ、シーズンが終了するころには疲労はピークに達していた。

## 代表経歴

### 1970年代

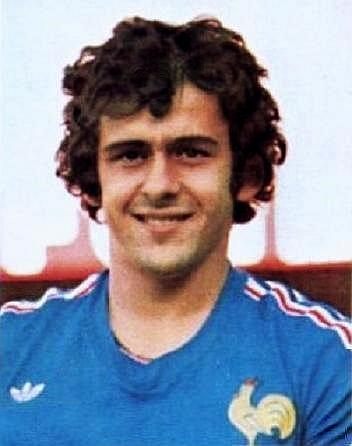
1978 FIFAワールドカップ フランス代表時代

フランス代表としては、1976年3月27日に行われたチェコスロバキアとの親善試合で代表デビュー。この試合の71分にFKから直接ゴールを決めて代表初得点。同年にはフランス五輪代表としてカナダで開催されたモントリオールオリンピックに参加。準々決勝まで進出したが、この大会を制した東ドイツの前に敗れた。
ワールドカップアルゼンチン大会予選は4大会連続出場のブルガリアと同じ組となったが、監督のミシェル・イダルゴの下で若返りを図る代表チームはアンリ・ミシェルとマリユス・トレゾールという2人のベテランとプラティニ世代の若い選手を軸 に強化を進めていった。1977年11月16日、パリで行われた予選最終戦のブルガリア戦。敗れるか引き分ければワールドカップ出場を逃す苦しい状況だったが、18分に自らロングシュートを決める活躍もあり3-1でブルガリアを下し12年ぶりの本大会出場を果たした。
1978年2月8日、敵地のナポリで行われたイタリアとの親善試合において、GKのディノ・ゾフを相手に2本のフリーキックを決めると（試合は2-2で引分け）ヨーロッパ全土にその名が知れ渡るようになった。
6月にはアルゼンチンで行われた本大会に出場。結果的にグループリーグで敗退したが地元アルゼンチンやイタリアと接戦を演じ、最終戦でハンガリーに3-1で勝利しワールドカップスウェーデン大会以来20年ぶりの勝利を上げるなど、プラティニを中心としたパスサッカーは高い評価を受けた。
1979年9月5日、ストックホルムで行われたUEFA欧州選手権1980予選のスウェーデン戦で初めてキャプテンに任命され名実共に中心選手となる が、チェコスロバキアに競り負け本大会出場を逃した。

### 1980年代
この時期にボルドー所属のアラン・ジレスがレギュラーとなり、リヨン所属のジャン・ティガナ、ソショー所属のベルナール・ジャンジニといった中盤のタレントが代表デビューしたこともあり、プラティニがFWとして起用される機会もあった。
ワールドカップスペイン大会予選では1974、78年大会の準優勝時のメンバールート・クロル、ヨハン・ニースケンスらが残るオランダやUEFA欧州選手権1980準優勝のベルギーと同じ組に入った。予選は混戦となり残り2試合を残して勝ち点6のグループ4位という状況となった が、1981年11月18日、ホームのパルク・デ・プランスで行われたオランダとの直接対決では、プラティニのFKなどで2-0でオランダを下し勝利。12月15日のキプロスとの最終戦は欠場したが4-0で勝利し勝ち点を10まで伸ばし2大会連続出場を果たした。

#### 1982 FIFAワールドカップ
1982年6月の本大会では1次リーグでイングランド、クウェート、チェコスロバキアと同じ組となった。初戦のイングランド戦ではプラティニは精彩を欠き 1-3で敗れたが、第2戦のクウェート戦では回復し、ジレス、ジャンジニの揃った中盤を率いてクウェートに4-1で勝利。第3戦のチェコスロバキア戦は1-1で引分け、グループ2位で2次リーグ進出を果たした。
2次リーグでは初戦のオーストリア戦は太股の肉離れが回復していなかったため欠場した が、代わって出場したティガナが好調なプレーを見せた。このことでフランスのメディアの間では「体調が万全ではないプラティニを諦めるべきではないか」との意見が多数を占めた が監督のイダルゴは悩んだ末にプラティニ、ジレス、ジャンジニ、ティガナの4人を中盤で同時に起用する道を選択した。2次リーグ最終戦の北アイルランド戦では4人のパスワークで中盤を制圧するだけでなく、チャンスと見るとゴール前に飛び出す流動的なサッカーで4-1で勝利し準決勝進出。この試合で復活を果たしたことでメディアからの批判を封じ込めた。
準決勝の西ドイツ戦は17分に先制点を許したが10分後の27分に味方選手がペナルティエリア内で倒され獲得したPKをプラティニが決め1-1の同点とした。試合は1-1のスコアのまま延長戦へと突入したが、プラティニとジレスが変わらず好調を維持。延長前半2分にジレスのパスからトレゾールがシュートを決めて勝ち越し、延長前半12分にはプラティニのパスからジレスがシュートを決め3-1と2点差に突き放した。ここから西ドイツの反撃にあい3-3の同点のまま決着はつかず、ワールドカップ史上初のPK戦 の末に4-5で敗れた。
3位決定戦では他の主力選手と共に欠場 し、ポーランドに敗れ4位となった。20代中盤と選手として円熟期を迎えたプラティニを中心としたポゼッションサッカーは、同じく、この大会を席巻したブラジルと共に高い評価を得た。ブラジルの中盤が黄金の4人（クワトロ・オーメン・ジ・オーロ）と呼ばれたのに対し、フランスのメディアは、この時の中盤をアレクサンドル・デュマの三銃士に準え「四銃士」と呼んだ。

#### 欧州選手権1984
1982年のワールドカップ後、新たにルイス・フェルナンデスが代表に加わり守備的MFを担ったことでチームとしての安定感を増し、プラティニはイタリアで積極的な得点感覚を身に付ける など、チームとして熟成期を迎えていた。
1984年のUEFA欧州選手権では初戦でデンマークと対戦。均衡した試合は78分に自ら決勝点を決め1-0で勝利。この得点でプラティニは代表通算27得点としたが、この記録はそれまでジュスト・フォンテーヌの保持していたフランス代表の最多得点記録を塗り替えるものだった。続くベルギーを5-0、ユーゴスラビアを3-2で下し1位でグループリーグを突破したが、この両試合でハットトリックを達成。準決勝のポルトガル戦は常に相手にリードを許す展開だったが延長戦の末、プラティニの逆転ゴールにより3-2で勝利。
パルク・デ・プランス競技場で行われた決勝のスペイン戦は77分に相手ゴール前18mの地点で得たフリーキックをプラティニが決め先制。その後も追加点を奪ったフランスは2-0でスペインを下し、初の欧州チャンピオンとなった。
プラティニは毎試合得点の9得点を上げる活躍で得点王となった。また彼を中心に脇を固めるジレス、ティガナ、フェルナンデスとで形成する中盤（フランス語: carré magique、魔方陣の意）は大会を通じて好調を維持し、パスワークと攻撃力は他を圧倒した。この大会の結果、プラティニは点取り屋としてもゲームメーカーとしても一流である事を示した。

#### 1986 FIFAワールドカップ

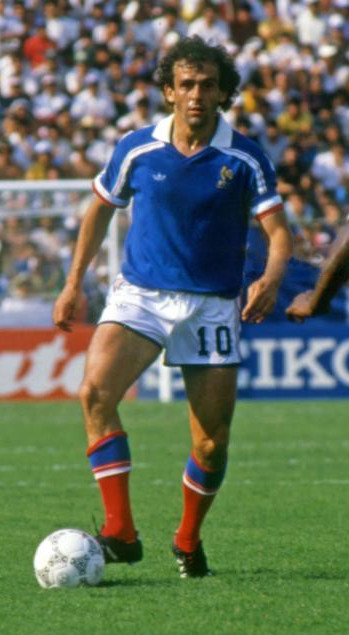
1986 FIFAワールドカップ フランス代表時代

ワールドカップメキシコ大会予選では東ドイツやブルガリアに敗れるなど苦戦したものの、1985年11月16日にパリで行われたユーゴスラビアとの最終戦で2得点をあげる活躍で3大会連続ワールドカップ出場へと導いた。フランスは2年前の欧州選手権優勝の実績もあり大会の優勝候補の一つと目されていた が、一方でプラティニ自身は1985年末に負った左足の怪我の状態が回復せず疲弊していた。
1986年6月の本大会のグループリーグではソビエト連邦、ハンガリー、カナダとの組み合わせとなり、ソビエト連邦に次いで2位で決勝トーナメント進出を果たしたが、プラティニは3試合で無得点と動きに精彩を欠いていた。決勝トーナメント1回戦では前回優勝国のイタリアとの対戦となったが、15分に前線でパスを受けたプラティニが相手GKのジョバンニ・ガッリの頭上を越すチップキックで先制すると57分にも追加点を奪い2-0で勝利。大会序盤はコンディションが整わなかったが、この試合で従来のプレーを取り戻した。
6月21日、グアダラハラで行われた準々決勝はブラジルとの対戦となったが、プラティニはこの試合の日に31回目の誕生日を迎えた。試合は17分にブラジルのカレカの得点で先制されたものの、41分にジレスからの強いパスを受けたドミニク・ロシュトーが右サイドからクロスを上げ、これをプラティニがゴール前で左足で押し込み同点とした。その後も試合は一進一退の攻防が続き、延長戦に入った後も勝負はつかず1-1の同点のままPK戦へと入った。プレースキックの名手と言われた プラティニはフランスの4人目のキッカーとして登場したが、これをクロスバーの上に外すミスを犯したものの、5人目のキッカーのフェルナンデスが冷静に決め最終的に4-3で勝利した。
この試合は「歴史に残る試合」「ワールドカップ史上最も美しい試合」と評されている。
準決勝の西ドイツ戦は前回大会の雪辱戦となったが、9分にアンドレアス・ブレーメのフリーキックから1点を先制された。フランスは反撃に転じたが、GKのハラルト・シューマッハーらを擁する西ドイツの堅守を崩すことは出来ず。後半のプラティニのシュートで同点に追いついたかに思われたがオフサイドと判定された。終了間際にカウンターからルディ・フェラーの追加点を許し0-2で敗れ決勝進出を逃した。3位決定戦のベルギー戦はジャン＝ピエール・パパンなど若手中心のオーダーで挑み、プラティニは表彰式のみの参加となった。表彰式にはピンク色のポロシャツを身に付けて参加し終始にこやかな表情だったという。
プラティニは選手生活を通じてワールドカップ優勝を成し遂げることが出来なかったが、
と4年に一度の大会との巡り合わせの悪さを語っている。

## 現役引退
ワールドカップ優勝を逃したことで一時は選手生活からの引退を決意していた が、同大会でアルゼンチンを優勝に導いたディエゴ・マラドーナの「ナポリを必ずリーグ優勝させる」との発言に触発され 引退を1年先延ばししてピッチに舞い戻った。しかし1986-87シーズンが開幕すると首位を独走するナポリを捉えることは出来ずに優勝を明け渡した。またプラティニ自身のプレーも衰えを見せ始めていた。ユヴェントス会長のジャンニ・アニェッリは説得に努めたが本人の意思は固く1987年5月17日、セリエAのブレシア・カルチョ戦後、
と引退を発表した。スタジアムに残ったサポーターはフランス国歌『ラ・マルセイエーズ』を合唱して敬意を示した。
ユヴェントスの引退と合わせてフランス代表からの引退も表明したため、同年4月29日にヘルシンキで行われたUEFA欧州選手権1988予選のアイスランド戦が最後の試合となった。フランス代表での通算成績は国際Aマッチ72試合出場41得点。49試合で代表キャプテンを務めた。通算得点は2007年10月17日に行われたUEFA EURO 2008予選のリトアニア戦でティエリ・アンリにより記録が塗り替えられるまで歴代最多記録だった。

## 引退後経歴

### フランス代表監督
1988年10月22日、ワールドカップイタリア大会予選においてフランス代表が格下のキプロスに1-1で引き分けると、4日後の10月26日にフランスサッカー連盟の強化責任者クロード・ベスは監督のアンリ・ミッシェルを解任。新監督としてプラティニに白羽の矢を立てた。プラティニは監督資格を所持していなかったため「最高管理者」として指揮を執り、ジェラール・ウリエがアシスタントコーチを務めた。
11月19日、敵地ベオグラードでのユーゴスラビア戦が初采配となったが2-3で敗れ、1989年4月29日に行われたユーゴスラビアとのホームゲームは0-0で引き分けた。ホームを無敗（3勝1分）という強さを持ち合わせながらアウェイでの勝負弱さ（2敗2分）が響き、全8試合を3勝2敗3分で同組のユーゴスラビア、スコットランドに次ぐグループ3位で予選敗退という結果に終わった。
1990年に入るとチームを刷新し、プラティニ世代のルイス・フェルナンデスやマニュエル・アモロスといったベテランと、エースストライカーのパパンや当時ヨーロッパ屈指のリベロと評されたローラン・ブランらを軸に、相手に時間とスペースを与えないプレッシングサッカーを志向した。同年9月から始まったUEFA EURO '92予選ではスペインやチェコスロバキアと同じ組み合わせとなったが8戦全勝で予選を突破を果たし、1991年11月20日に行われたアイスランド戦まで16勝3引分けの無敗記録を打ちたて、優勝候補の一角に挙げられた。また同年にはワールドサッカー誌の選ぶ世界最優秀監督に選ばれた。
1992年6月にスウェーデンで行われたUEFA EURO '92ではスウェーデンとのグループ初戦を1-1、第2戦のイングランド戦を0-0で引分け、最終戦ではデンマークに1-2で敗れ2分け1敗の成績でグループリーグ敗退となった。この責任を取り代表監督を辞任し、以後、監督業から引退し、いずれのクラブや代表チームを率いたことはない。

### その他の活動
1992年2月に地元フランスのサヴォワ県アルベールヴィルで開催されたアルベールビルオリンピックでは最終聖火ランナーを担当。同年にワールドカップフランス大会開催が決まると、フランスサッカー連盟会長のフェルナン・サストルと大会組織委員会の共同委員長に就任。2001年1月からはフランスサッカー連盟(FFF)副会長。2002年からは国際サッカー連盟(FIFA)と欧州サッカー連盟(UEFA)の理事を歴任。2006年からはFIFAの技術委員と普及委員を務めた。
同年7月にUEFA会長選挙への立候補を表明。プラティニはUEFAランキング上位3か国のUEFAチャンピオンズリーグ出場枠を現行の4から3に減らし下位国に分配する改革案などを公約として掲げていた。当初、ドイツのフランツ・ベッケンバウアーが出馬するものと考えられていたが、最終的に辞退。退任することが確実視されていた現職でスウェーデン人のレナート・ヨハンソンが出馬を表明し両者間で争われることになった。

### UEFA会長
2007年1月26日、ドイツ・デュッセルドルフでのUEFA総会で次期会長選挙を行い、2002年から理事になっていたプラティニを会長に選出した。任期は4年。加盟52協会による投票で1回目に50の有効票から27票を獲得し、当選に必要な過半数の支持を獲得し現職のレナート・ヨハンソンを退けた。また規約により自動的にFIFAの副会長に就任した。
プラティニは会長就任後、最初の総会で公約の実現を改めて提言。アーセナルFCを初めとしたビッグクラブによる選手の異常な青田買いなどの規制を掲げており、G-14間でのクラブ間の経済力格差の拡大や、その他中小クラブとの格差拡大に歯止めをかけられうる人物としての手腕が期待された。

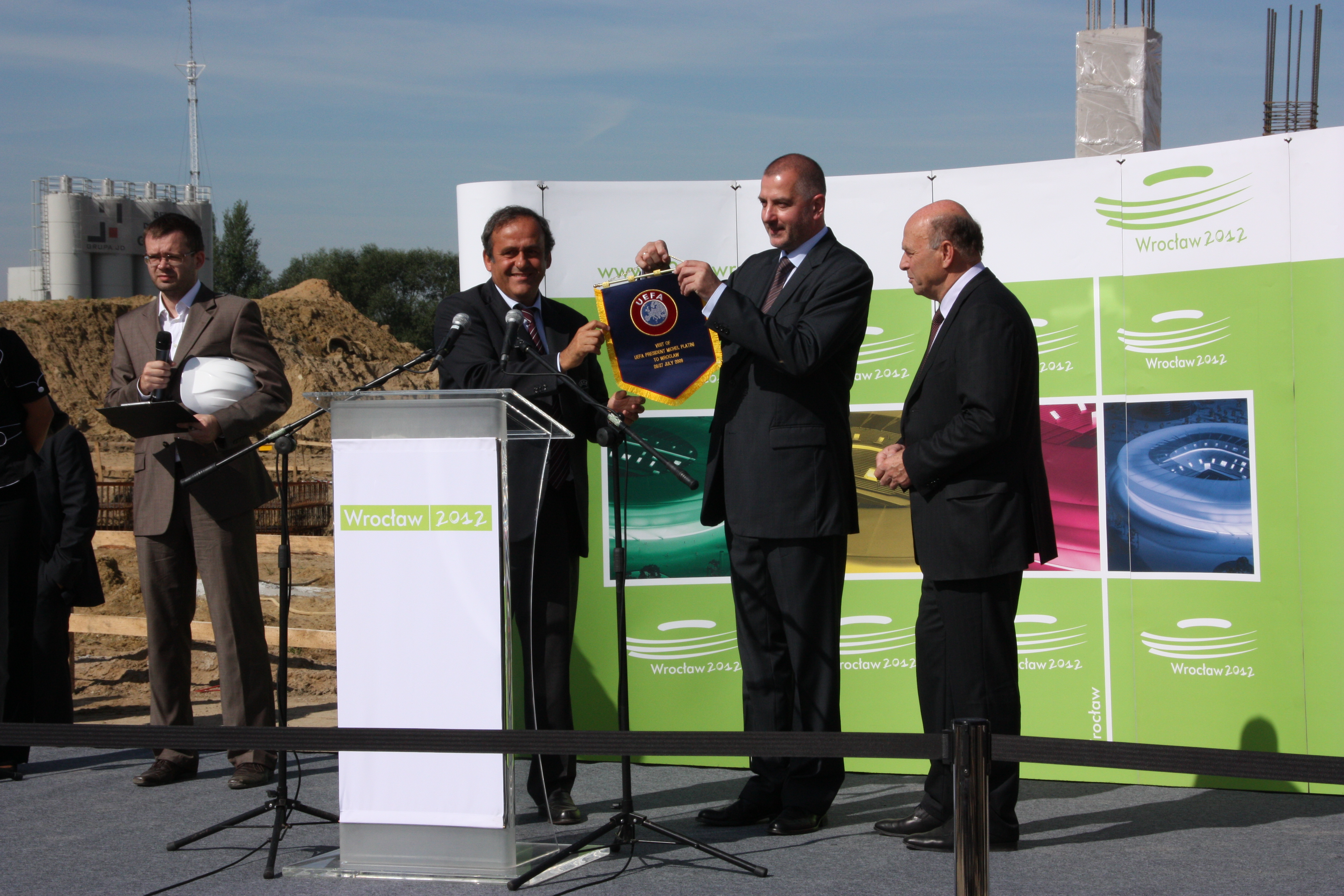
ヴロツワフにあるUEFA EURO 2012の会場の建設現場を視察したプラティニ

同年11月30日、UEFA理事会で2009年から2012年に行われるUEFAチャンピオンズリーグにおいて新方式のルールを導入することを決定した。本戦は現行方式を踏襲するが、本戦出場チームの決定に2つの予選を併用。5枠はUEFAランキング上位15か国のクラブで争われ、残りの枠は同ランキングの16位から最下位までの国内リーグ勝者同士で争われることになった。この新方式は小国にチャンピオンズリーグへの出場機会を与えることを公約として掲げていたプラティニの意向を取り入れたものになった。
2008年5月30日、FIFA 総会でクラブによる試合において自国の選手6人を先発出場させ、外国籍選手の先発を最大5人までに制限する「6＋5ルール」制度の導入が採択され、これを支持した。
また誤審問題に関して、従来の3人審判制から5人審判制に移行する案に賛成の立場を取っており、ビデオ判定の導入には反対の立場を取っていた。
2015年に発覚したFIFA汚職事件に関与したとされ、同年12月にFIFA倫理委員会により8年間の活動停止処分が科せられた。プラティニはFIFA会長への立候補の意志を表明し、次期FIFA会長の最有力候補とみられていたが、この処分によりFIFA副会長、UEFA会長などでの活動を行えなくなった。そのためUEFA会長はアンヘル・マリア・ビジャールが代行し2016年2月にFIFAの会長選挙が行われ副会長については新任者が決まった。また、このFIFA会長選挙と同時期に行われたFIFA上告委員会において活動停止期間が6年に短縮された。
プラティニは処分を不服としてスポーツ仲裁裁判所 (CAS) に対して異議を申し立てていた。CASはプラティニの活動停止期間を6年から4年に短縮する一方で、金銭授受については正当性が認められないとして訴えを退けた。2019年6月18日、2022 FIFAワールドカップのカタール誘致をめぐってフランス当局に汚職容疑で逮捕されたと報道されたが、同日中に開放され、報道も「拘束」に修正され顧問弁護士は逮捕ではないと強調した。
2023年3月、仏紙レキップにより「（プラティニは）今後サッカー界に復帰する意思がないことを表明した」と報じられた。

## 人物

### プレースタイル

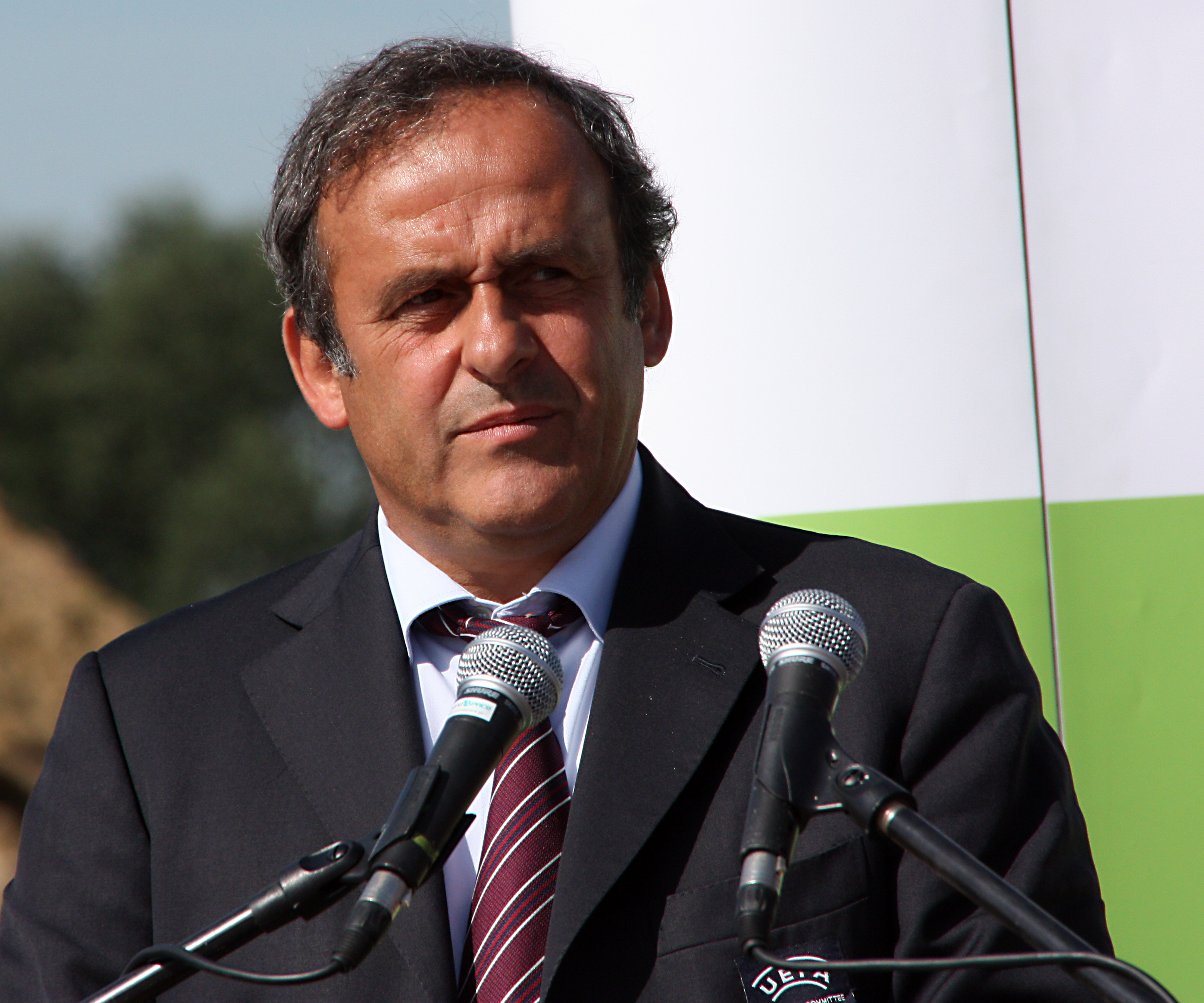
2009年のプラティニ

ゲームメーカーとして有すべき視野の広さ、足元のテクニックに右足から繰り出す様々な種類のパスと正確なフリーキック、得点感覚を特徴とした。特にフリーキックにおいては世界最高のキッカーとも呼ばれ、その決定力の高さからゴールまで20mは「プラティニ・カントリー」という名前が付けられるほどのキック精度を誇った中盤では長短のパスを自在に操り試合のリズムに変化を与えることに優れていたが、その多くはシンプルなダイレクトプレーであり、相手選手との接触プレーをかわすように1タッチ2タッチでのパスを回しを基調としていた。
また、ゲームメーカーとしての能力だけでなく、両サイドに流れたりペナルティエリア内に積極的に進入して得点を決める、1.5列目やトップ下と形容される位置でのプレーも得意とした。ゴール前では中盤でのプレースタイルとは打って変わって接触プレーを恐れずに強引なプレーを仕掛けていた が、シュートの瞬間は得意な角度から力強いシュートを叩き込むのではなく、冷静に無理なくゴールに流し込むタイプだった。また、ヘディングシュートも得意としており、現役時代のフランス代表では彼のヘディングは重要な得点パターンの一つとなっていた。
プラトッシュ (Platoche) と呼ばれたフリーキックに関しては1976年の代表デビューとなったチェコスロバキア戦、1981年のワールドカップスペイン大会予選最終戦オランダ戦、1985年のワールドカップメキシコ大会予選最終戦のユーゴスラビア戦、1984年の欧州選手権決勝のスペイン戦 など勝負の懸かった重要な試合で得点を決めたことから彼の代名詞となっている。

一方で、ヨハン・クライフやマラドーナのような瞬間的な加速力、あるいは若い頃に心肺機能に問題があると判断されたように高い身体能力は持ち合わせていなかった。一方でサッカーの王様と言われるペレはプラティニを次のように評している。

### 人となり
フランス代表時代の監督だったミシェル・イダルゴはプラティニの人物像について
と評している。当時のフランス代表では国外でプレーする数少ないの選手の一人であり、ピッチ上だけでなく外でもリーダーシップを発揮できる選手だった。その点がピッチ上では才能を発揮するが普段は寡黙なジダンと決定的に違うとイダルゴは発言している。
将軍の愛称から孤高のイメージを持たれるが、感情の起伏が激しいマラドーナや無表情なジーコとも異なる。前述のトヨタカップで得点を取り消された場面のように感情を強く表に出す訳でもなく、どこか飄々としていて人間臭い、物事を一歩引いた位置から眺めている ような人物と評される。

### フランス国歌に対する姿勢
フランスの国歌『ラ・マルセイエーズ』に対して反対の意思を表明しており、「国を愛する讃歌であれば私も確実に歌うだろうが、戦闘を奨励する歌を歌うことは出来ない」「フランスという国は愛しているが試合とは関係のない戦士の歌を歌いたくはない」「サッカーの試合は友情の場であり、戦争を歌った歌詞はそぐわない」という理由からフランス代表の試合前の国歌吹奏において『ラ・マルセイエーズ』を歌うことを拒否している。一方、引退間際の1987年に出版した自伝の中で「1977年11月16日に行われた1978 FIFAワールドカップ・予選のブルガリア戦の際には感情を揺さぶられ、国歌をささやいた」と記している。

## エピソード
- 靴下を下ろし、ユニフォームの裾を出してプレーするのがトレードマークだった[89]。裾を出す理由は「お尻の大きさを隠せるから」というものである。
- パスタが好物で、太りやすい体質だった[89]。引退後フランス代表の監督時代には、現役時代に比べかなり太っていた。
- 喫煙者であり[91]、ユヴェントス時代にクラブの会長から禁煙を言い渡されたこともあるが、「（同僚の）ボニーニが吸わない限りは大丈夫だ」と言い返したという。

## 個人成績

### クラブでの成績
出典
| クラブ           | 年度    | リーグ | リーグ | カップ | カップ | 欧州カップ | 欧州カップ | その他 | その他 | 合計 | 合計 |
| クラブ           | 年度    | 試合   | 得点   | 試合   | 得点   | 試合       | 得点       | 試合   | 得点   | 試合 | 得点 |
| ---------------- | ------- | ------ | ------ | ------ | ------ | ---------- | ---------- | ------ | ------ | ---- | ---- |
| ナンシー         | 1972-73 | 5      | 2      | 0      | 0      | 0          | 0          | 0      | 0      | 5    | 2    |
| ナンシー         | 1973-74 | 21     | 2      | 3      | 0      | 0          | 0          | 0      | 0      | 24   | 2    |
| ナンシー         | 1974-75 | 33     | 17     | 7      | 13     | 0          | 0          | 0      | 0      | 40   | 30   |
| ナンシー         | 1975-76 | 31     | 22     | 7      | 6      | 0          | 0          | 0      | 0      | 38   | 28   |
| ナンシー         | 1976-77 | 38     | 25     | 1      | 0      | 0          | 0          | 0      | 0      | 39   | 25   |
| ナンシー         | 1977-78 | 36     | 18     | 10     | 7      | 0          | 0          | 0      | 0      | 46   | 25   |
| ナンシー         | 1978-79 | 19     | 12     | 5      | 3      | 0          | 0          | 0      | 0      | 24   | 15   |
| ナンシー         | 合計    | 183    | 98     | 33     | 29     | 0          | 0          | 0      | 0      | 216  | 127  |
| サンテティエンヌ | 1979-80 | 33     | 16     | 7      | 5      | 7          | 5          | 0      | 0      | 47   | 26   |
| サンテティエンヌ | 1980-81 | 35     | 20     | 10     | 5      | 7          | 4          | 0      | 0      | 52   | 29   |
| サンテティエンヌ | 1981-82 | 36     | 22     | 8      | 5      | 2          | 0          | 0      | 0      | 46   | 27   |
| サンテティエンヌ | 合計    | 104    | 58     | 25     | 15     | 16         | 9          | 0      | 0      | 145  | 82   |
| ユヴェントス     | 1982-83 | 30     | 16     | 13     | 7      | 9          | 5          | 0      | 0      | 52   | 28   |
| ユヴェントス     | 1983-84 | 28     | 20     | 7      | 3      | 8          | 2          | 0      | 0      | 43   | 25   |
| ユヴェントス     | 1984-85 | 30     | 18     | 7      | 4      | 9          | 7          | 1      | 0      | 47   | 29   |
| ユヴェントス     | 1985-86 | 30     | 12     | 4      | 1      | 6          | 3          | 1      | 1      | 41   | 17   |
| ユヴェントス     | 1986-87 | 29     | 2      | 8      | 1      | 4          | 2          | 0      | 0      | 41   | 5    |
| ユヴェントス     | 合計    | 147    | 68     | 39     | 16     | 36         | 19         | 2      | 1      | 224  | 104  |
| 通算             | 通算    | 434    | 224    | 97     | 60     | 52         | 28         | 2      | 1      | 585  | 313  |

### 代表での成績
出典
| フランス代表 | フランス代表 | フランス代表 | フランス代表 | フランス代表 | フランス代表 | フランス代表 | フランス代表 |
| 年           | 国際大会     | 国際大会     | 親善試合     | 親善試合     | 合計         | 合計         |              |
| 年           | 出場         | 得点         | 出場         | 得点         | 出場         | 得点         |              |
| ------------ | ------------ | ------------ | ------------ | ------------ | ------------ | ------------ | ------------ |
| 1976         | 2            | 2            | 3            | 2            | 5            | 4            |              |
| 1977         | 2            | 1            | 5            | 1            | 7            | 2            |              |
| 1978         | 3            | 1            | 3            | 3            | 6            | 4            |              |
| 1979         | 2            | 1            | 2            | 1            | 4            | 2            |              |
| 1980         | 2            | 3            | 4            | 2            | 6            | 5            |              |
| 1981         | 3            | 2            | 1            | 0            | 4            | 2            |              |
| 1982         | 5            | 2            | 5            | 2            | 10           | 4            |              |
| 1983         | 0            | 0            | 4            | 1            | 4            | 1            |              |
| 1984         | 8            | 11           | 2            | 2            | 10           | 13           |              |
| 1985         | 6            | 2            | 0            | 0            | 6            | 2            |              |
| 1986         | 8            | 2            | 1            | 0            | 9            | 2            |              |
| 1987         | 1            | 0            | 0            | 0            | 1            | 0            |              |
| 通算         | 40           | 27           | 32           | 14           | 72           | 41           |              |

### 代表での得点
出典
| #   | 開催日         | 開催地                         | 対戦チーム       | 結果 | 試合概要                    |
| --- | -------------- | ------------------------------ | ---------------- | ---- | --------------------------- |
| 1.  | 1976年3月27日  | フランス、パリ                 | チェコスロバキア | 2-2  | 親善試合                    |
| 2.  | 1976年9月1日   | デンマーク、コペンハーゲン     | デンマーク       | 1-1  | 親善試合                    |
| 3.  | 1976年10月9日  | ブルガリア、ソフィア           | ブルガリア       | 2-2  | 1978 FIFAワールドカップ予選 |
| 4.  | 1976年11月17日 | フランス、パリ                 | アイルランド     | 2-0  | 1978 FIFAワールドカップ予選 |
| 5.  | 1977年4月23日  | スイス、ジュネーヴ             | スイス           | 4-0  | 親善試合                    |
| 6.  | 1977年11月16日 | フランス、パリ                 | ブルガリア       | 3-1  | 1978 FIFAワールドカップ予選 |
| 7.  | 1978年2月8日   | イタリア、ナポリ               | イタリア         | 2-2  | 親善試合                    |
| 8.  | 1978年4月1日   | フランス、パリ                 | ブラジル         | 1-0  | 親善試合                    |
| 9.  | 1978年5月19日  | フランス、リール               | チュニジア       | 2-0  | 親善試合                    |
| 10. | 1978年6月6日   | アルゼンチン、ブエノスアイレス | アルゼンチン     | 1-2  | 1978 FIFAワールドカップ     |
| 11. | 1979年9月5日   | スウェーデン、ストックホルム   | スウェーデン     | 3-1  | UEFA欧州選手権1980予選      |
| 12. | 1979年10月10日 | フランス、パリ                 | アメリカ合衆国   | 3-0  | 親善試合                    |
| 13. | 1980年2月27日  | フランス、パリ                 | ギリシャ         | 5-1  | 親善試合                    |
| 14. | 1980年2月27日  | フランス、パリ                 | ギリシャ         | 5-1  | 親善試合                    |
| 15. | 1980年10月11日 | キプロス、リマソール           | キプロス         | 7-0  | 1982 FIFAワールドカップ予選 |
| 16. | 1980年10月11日 | キプロス、リマソール           | キプロス         | 7-0  | 1982 FIFAワールドカップ予選 |
| 17. | 1980年10月28日 | フランス、パリ                 | アイルランド     | 2-0  | 1982 FIFAワールドカップ予選 |
| 18. | 1981年10月14日 | アイルランド、ダブリン         | アイルランド     | 2-3  | 1982 FIFAワールドカップ予選 |
| 19. | 1981年11月18日 | フランス、パリ                 | オランダ         | 2-0  | 1982 FIFAワールドカップ予選 |
| 20. | 1982年2月23日  | フランス、パリ                 | イタリア         | 2-0  | 親善試合                    |
| 21. | 1982年6月21日  | スペイン、バリャドリッド       | クウェート       | 4-1  | 1982 FIFAワールドカップ     |
| 22. | 1982年7月8日   | スペイン、セビリア             | 西ドイツ         | 3-3  | 1982 FIFAワールドカップ     |
| 23. | 1982年11月10日 | オランダ、ロッテルダム         | オランダ         | 2-1  | 親善試合                    |
| 24. | 1983年9月7日   | デンマーク、コペンハーゲン     | デンマーク       | 1-3  | 親善試合                    |
| 25. | 1984年2月29日  | フランス、パリ                 | イングランド     | 2-0  | 親善試合                    |
| 26. | 1984年2月29日  | フランス、パリ                 | イングランド     | 2-0  | 親善試合                    |
| 27. | 1984年6月12日  | フランス、パリ                 | デンマーク       | 1-0  | UEFA欧州選手権1984          |
| 28. | 1984年6月16日  | フランス、ナント               | ベルギー         | 5-0  | UEFA欧州選手権1984          |
| 29. | 1984年6月16日  | フランス、ナント               | ベルギー         | 5-0  | UEFA欧州選手権1984          |
| 30. | 1984年6月16日  | フランス、ナント               | ベルギー         | 5-0  | UEFA欧州選手権1984          |
| 31. | 1984年6月19日  | フランス、サン＝テティエンヌ   | ユーゴスラビア   | 3-2  | UEFA欧州選手権1984          |
| 32. | 1984年6月19日  | フランス、サン＝テティエンヌ   | ユーゴスラビア   | 3-2  | UEFA欧州選手権1984          |
| 33. | 1984年6月19日  | フランス、サン＝テティエンヌ   | ユーゴスラビア   | 3-2  | UEFA欧州選手権1984          |
| 34. | 1984年6月23日  | フランス、マルセイユ           | ポルトガル       | 3-2  | UEFA欧州選手権1984          |
| 35. | 1984年6月27日  | フランス、パリ                 | スペイン         | 2-0  | UEFA欧州選手権1984          |
| 36. | 1984年10月13日 | ルクセンブルク、ルクセンブルク | ルクセンブルク   | 4-0  | 1986 FIFAワールドカップ予選 |
| 37. | 1984年11月21日 | フランス、パリ                 | ブルガリア       | 1-0  | 1986 FIFAワールドカップ予選 |
| 38. | 1985年11月16日 | フランス、パリ                 | ユーゴスラビア   | 3-2  | 1986 FIFAワールドカップ予選 |
| 39. | 1985年11月16日 | フランス、パリ                 | ユーゴスラビア   | 3-2  | 1986 FIFAワールドカップ予選 |
| 40. | 1986年6月17日  | メキシコ、メキシコシティ       | イタリア         | 2-0  | 1986 FIFAワールドカップ     |
| 41. | 1986年6月21日  | メキシコ、グアダラハラ         | ブラジル         | 1-1  | 1986 FIFAワールドカップ     |

## 獲得タイトル

### クラブ
ASナンシー
- ディヴィジョン・ドゥ : 1回（1976年）
- クープ・ドゥ・フランス 1回（1978年）

ASサンテティエンヌ
- ディヴィジョン・アン : 1回（1981年）

ユヴェントス
- セリエA : 2回（1984年、1986年）
- コッパ・イタリア : 1回（1983年）
- UEFAカップウィナーズカップ : 1回（1984年）
- UEFAスーパーカップ : 1回（1984年）
- UEFAチャンピオンズカップ : 1回（1985年）
- トヨタカップ : 1回（1985年）

### 代表
- UEFA欧州選手権 : 1回（1984年）
- アルテミオ・フランキ・トロフィー : 1回（1985年）

### 個人
現役時代
- フランス・フットボール選定フランス年間最優秀選手賞 : 2回（1976年、1977年）
- セリエA得点王 : 3回（1983年、1984年、1985年）
- バロンドール : 3回（1983年、1984年、1985年）
- オンズドール : 3回（1983年、1984年、1985年）
- ワールドサッカー選定世界最優秀選手賞 : 2回（1984年、1985年）
- グエリン・スポルティーヴォ選定イタリア最優秀選手 : 1回（1984年）
- UEFA欧州選手権1984最優秀選手（1984年）
- UEFA欧州選手権1984得点王（1984年）
- UEFAチャンピオンズカップ得点王 : 1回（1985年）
- トヨタカップ最優秀選手（1985年）
- レジオンドヌール勲章シュヴァリエ章（1985年）

引退後
- レジオンドヌール勲章オフィシエ章（1988年）
- ワールドサッカー選定世界最優秀監督賞 : 1回（1991年）
- エル・パイス選定欧州年間最優秀監督賞 : 1回（1991年）
- 20世紀ワールドチーム（1998年）
- 20世紀世界最優秀選手 7位 (1999年、国際サッカー歴史統計連盟)[97]。 1999年の国際サッカー歴史統計連盟 (IFFHS) による20世紀最優秀選手選定。
- 20世紀欧州最優秀選手 5位 (1999年、国際サッカー歴史統計連盟)[97]
- ワールドサッカー選定20世紀の偉大なサッカー選手100人 5位（1999年）
- FIFA 100（2004年）
- ゴールデンフット賞オールタイム・レジェンド（2004年）
- イングランドサッカー殿堂オールタイム・欧州最優秀選手（2008年）
- バロンドール・ドリームチーム、サードチーム (2020年)[98]